# Arnt Kortgaard
Arnt Martin Kortgaard (13 ottobre 1957) è un ex calciatore norvegese, di ruolo centrocampista.

## Carriera

### Club
Kortgaard vestì la maglia del Mjøndalen.

### Nazionale
Conta 4 presenze per la Norvegia. Debuttò il 19 maggio 1983, nel pareggio per 2-2 contro la Danimarca.